# بشتيل
بشتيل هي منطقة تقع حالياً بوسط مدينة الجيزة بمصر يحدها من الجنوب حي المهندسين ومن الشمال الكوم الأحمر ومن الشرق الوراق ومن الغرب البراجيل. يوجد بطرف المنطقة محطة قطارات صعيد مصر المعروف بمحطة بشتيل.

## التاريخ
أصلها قرية قديمة وردت في قوانين ابن مماتي وتحفة الإرشاد والتحفة السنية من أعمال الجيزية.